# Smeet
Smeet är ett gratis, webbaserat socialt spel i 3D, utvecklat av Smeet Communications GmbH med säte i Berlin, Tyskland. Företaget grundades 2007 och leds av Sebastian Funke (VD), Daniel Bülhoff (COO) och Reinhard Köhn (CTO). Företaget bakom Smeet skapar virtuella världar där människor kan mötas och interagera med sina avatarer, vilket kombinerar kommunikation online med vardagsspel; så kallade casual games.
Februari 2011 lanserades Smeet på svenska.

## Historia
Startup-företaget Smeet Communications GmbH grundades 2007. Namnet Smeet bygger på de engelska orden ”social meeting” vilket man kan översätta till sociala möten. I januari 2011 hade Smeets plattform nått omkring 6 miljoner registrerade användare och är översatt till över 10 olika språk.

## Webbplats
Till skillnad från många andra sociala spel i 3D, spelar man Smeet utan någon nedladdning av program-mjukvara. Smeet är tillgängligt direkt i webbläsaren med Flash och stöds av både Mac och PC.

## Medlemskap
Efter att ha registrerat sig på hemsidan kan användarna skapa och anpassa sina egna profiler och avatarer till att representerar dem själva i 3D-världen. De grundläggande funktionerna, såsom att chatta, inredning av användarrum, spel och att lösa uppdrag är gratis, men därutöver kostar det pengar. Användare i Smeet kan tjäna "Fame Points" via en mängd aktiviteter och klättrar då till högre nivåer, så kallade levels. Med ökande antal Fame Points och nivåer, får användarna en högre social status och därmed tillgång till ytterligare innehåll. Om användaren däremot vill få tillgång till särskilda funktioner och aktiviteter, är det nödvändigt att köpa Smeets valuta "Coins" för riktiga pengar - vilket kommer att förvandla användaren till en VIP-medlem under en begränsad tidsperiod, och därmed bli Smeet likt andra MMORPGs.

## Community
Användare som har registrerat sig på Smeet vidarebefordras till lokala och nationella subdomäner baserat på deras IP-adresser. Efter registreringen skickas sedan användarna vidare in i en värld med andra användare i samma åldersgrupp som de själva angivit. I Smeets community ges användaren möjligheten, likt i andra MMORPG, att chatta med andar användare.

## Spelet
I Smeet finns flera olika multiplayer-spel för användare som vill spela mot varandra. I spelvärlden ”Spelgallerian”, kan användarna välja mellan en rad olika frågesporter inom olika ämnen. Det finns också flera minispel, såsom Mahjong, Astro Shooter och Polar Pogo. Utöver detta kan användarna utföra uppdrag och spela spel, vilket ger dem Fame Points och möjligheten att klättra i Smeets levelsystem. Det finns också föremål som man utvecklar genom klickverksamhet, liknande spelmekaniken som finns i Farmville. Användarna kan köpa virtuella husdjur, växter eller olika fantasivarelser och genom att mata och vattna dem, växer objektet över tiden.

## Partnerskap och projekt
Sedan lanseringen 2007, har Smeet varit inblandat i ett flertal partnerprojekt med ledande varumärken, inklusive RTL (Bertelsmann), Endemol,, Universal Music Bravo, Quiksilver och Sony Pictures som alla har integrerats på plattformen. Videofilmerna streamas från webbplatser som YouTube, men det finns också exempel på samarbeten med TV-kanaler, till exempel har Smeet direksänt finalen i Eurovision Song Contest, tyska versionen av Idol, Big Brother och USA-valet 2008 samtidigt som programmen visades för allmänheten på tv. 
Februari 2011 lanserades Smeet på svenska.